# Fudbalski Klub Rabotnički 2015-2016

## Rosa
| N. |                               | Ruolo | Calciatore        |
| -- | ----------------------------- | ----- | ----------------- |
| 1  | Macedonia del Nord (bandiera) | P     | Daniel Bozinovski |
| 2  | Macedonia del Nord (bandiera) | D     | Leon Najdovski    |
| 4  | Macedonia del Nord (bandiera) | C     | Mario Nastevski   |
| 5  | Macedonia del Nord (bandiera) | D     | Slobodan Bocevski |
| 6  | Colombia (bandiera)           | D     | Sebastián Cardona |
| 7  | Kosovo (bandiera)             | C     | Suad Sahiti       |
| 8  | Germania (bandiera)           | C     | Stephan Vujčić    |
| 10 | Macedonia del Nord (bandiera) | A     | Baže Ilijoski     |
| 11 | Macedonia del Nord (bandiera) | D     | Goran Siljanovski |
| 14 | Macedonia del Nord (bandiera) | D     | Kire Ristevski    |
| 15 | Macedonia del Nord (bandiera) | C     | Kire Markoski     |

| N. |                               | Ruolo | Calciatore              |
| -- | ----------------------------- | ----- | ----------------------- |
| 17 | Macedonia del Nord (bandiera) | C     | Milovan Petrović        |
| 20 | Macedonia del Nord (bandiera) | C     | Miroslav Jovanoski      |
| 21 | Macedonia del Nord (bandiera) | C     | Ivan Mitrov             |
| 22 | Macedonia del Nord (bandiera) | A     | Marijan Altiparmakovski |
| 23 | Macedonia del Nord (bandiera) | A     | Milan Ristovski         |
| 24 | Macedonia del Nord (bandiera) | C     | Duško Trajčevski        |
| 26 | Macedonia del Nord (bandiera) | D     | Mite Cikarski           |
| 27 | Macedonia del Nord (bandiera) | D     | Milan Ilievski          |
| 77 | Macedonia del Nord (bandiera) | P     | Damjan Šiškovski        |
|    | Kosovo (bandiera)             | C     | Emir Sahiti             |
|    | Macedonia del Nord (bandiera) | C     | Elif Elmas              |